# La Venere d'Ille (film)
La Venere d'Ille è un film tv italiano realizzato nel 1979, diretto da Mario e Lamberto Bava.

## Trama
Nella campagna vicino alla cittadina francese Ille-sur-Têt, alcuni agricoltori scoprono una statua bronzea antica, raffigurante la dea Venere e che reca sullo zoccolo la scritta Cave amantem. Mentre viene sollevata, la scultura cade e ferisce uno dei contadini, sicché gli uomini decidono di donarla al loro padrone, Monsieur de Peyrehoradeː da questo momento in poi, misteriose presenze si aggirano nella villa della famiglia nobile. La statua, infatti, in qualche modo vivente, si innamora di Alfonso, il figlio del padrone, in procinto di sposarsi, poiché questi ha incautamente infilato nel dito della statua l'anello destinato alla sposa. La Venere lo uccide proprio la notte delle nozze, schiacciandolo con il suo peso.
Per il dispiacere, poco tempo dopo muore anche la madre, e il padre decide di fondere la statua per ricavarne una campana che regala alla chiesa della cittadina.

## Produzione
Il lungometraggio è ispirato all'omonimo racconto gotico di Prosper Mérimée, anche se con diversa ambientazioneː infatti, parte del film venne girato a Castelnuovo di Porto.
Si tratta dell'ultima pellicola firmata da Mario Bava che, a causa dei suoi problemi di salute, passò il progetto al figlio Lamberto, che lo avrebbe poi terminato. A proposito del regista, Daria Nicolodi ha raccontato, in una intervista, che Mario Bava è stato uno dei migliori registi con cui ha lavorato. Ricordò, in particolare, la sua ironia e la sua professionalità sul set.

## Distribuzione
Fa parte della miniserie TV I giochi del diavolo, andata in ondata sul secondo canale italiano, nel 1981.
È presente sulla piattaforma RaiPlay.

## Accoglienza
Recensito tiepidamente da MYmovies.it , è considerato un film «ben riuscito» dal critico Gualtiero Pironi. 